# Tim Gorman
Tim Gorman é um tecladista de rock dos Estados Unidos. Ele trabalhou como músico de estúdio desde a década de 1980, sendo que suas colaborações mais notáveis foram com artistas como Duane Eddy, Paul Kantner e The Who. Com a última, Gorman fez parte da gravação de It's Hard, e da turnê de suporte ao álbum que se seguiu.
Seu trabalho com Paul Kantner data da KBC Band entre 1985 e 1987. Ele fez parte da reunião do Jefferson Airplane ocorrida em 1989. Junto com Mark Aguilar, fez parte da banda Wooden Ships de Kantner em 1991 e 1992, que também teve participação e Darby Gould  de Jack Casady.
Essa formação logo tornou-se o núcleo da nova encarnação do Jefferson Starship, com a adição do baterista Prairie Prince e de Papa John Creach. Gorman permaneceu como membro permanente da banda até 1995.